# Richardlyne François
Richardlyne François est une joueuse de tennis haïtienne née le 6 juin 2005 à Pétion-Ville, Haïti.

## Biographie
Richardlyne François est née à Pétion-Ville, Haïti. Issue d'une famille sportive, elle est la fille de Pierre Richard François, son entraîneur, et de Ginette Exilus, une ancienne joueuse de tennis,.

### Débuts dans le tennis
Dès l'âge de 6 ans, Richardlyne François a commencé à jouer sur le circuit national haïtien. Trop dominante dans sa catégorie d'âge, elle a rapidement été promue dans des catégories supérieures. Initialement prévue pour jouer chez les moins de 12 ans, elle a progressé vers les moins de 14 ans, puis les moins de 18 ans, remportant plusieurs titres.
En 2015, elle a remporté le niveau 8 de l'USTA à Hollywood Park. En 2016, elle a participé à des compétitions en Floride et a accompagné l'équipe nationale haïtienne de tennis en République dominicaine pour un tournoi international.

### Carrière junior internationale
En 2018, âgée de 13 ans, Richardlyne François a fait son entrée dans le classement mondial junior de l'ITF (International Tennis Federation). Lors de la XXVIIe Copa Merengue U-18 en République dominicaine, elle a atteint le deuxième tour en simple après avoir battu la Chinoise Lu Cincy Chen en deux sets (6-3, 6-3) avant d'être éliminée par l'américaine Sanyuka Gawande.
Dans la compétition en double, elle s'est associée à l'américaine Sia Chaudry. Elles ont remporté leur premier tour contre la paire Franchely Reynoso Calderon (République dominicaine) / Sophia Weiland (Luxembourg) (7-5, 6-2) avant d'être battues au second tour par les têtes de série #1, Amy Kaplan et Sasha Wood (USA).

### Carrière aux États-Unis
Après sa carrière junior, Richardlyne François a poursuivi sa formation aux États-Unis. Elle a fréquenté le lycée New Albany à Columbus, dans l'Ohio, où elle a été nommée meilleure joueuse de l'équipe. Elle a été également élue joueuse de l'année de la conférence, double vice-championne d'État en double et championne de district en double en 2023. Elle a été sélectionnée deux fois dans la première équipe All Ohio.
Elle a ensuite rejoint l'équipe universitaire des Leathernecks de Western Illinois University.

### Style de jeu et ambitions
Richardlyne François est dotée d'un coup droit puissant et d'un service efficace. Elle a exprimé son ambition de devenir joueuse professionnelle et de représenter Haïti sur le circuit de la WTA.

## Palmarès
- Championne de niveau 8 USTA à Hollywood Park (2015)
- Participation à la XXVIIe Copa Merengue U-18 (2018)
- Double vice-championne d'État en double, Ohio (2023)
- Championne de district en double, Ohio (2023)
- Sélectionnée dans la première équipe All Ohio (deux fois)